# Gran Premi de França del 2004
Resultats del Gran Premi de França de Fórmula 1 de la temporada 2004, disputat al circuit de Nevers Magny-Cours el 4 de juliol del 2004.

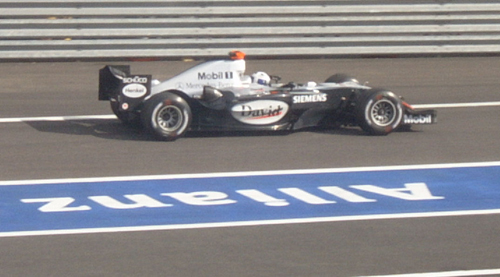
David Coulthard a Magny Cours

## Resultats
| Pos | No | Pilot                | Equip              | Voltes | Temps/ Retirada | Pos. de sortida | Punts |
| --- | -- | -------------------- | ------------------ | ------ | --------------- | --------------- | ----- |
| 1   | 1  | Michael Schumacher   | Ferrari            | 70     | 1h 30' 18. 133  | 2               | 10    |
| 2   | 8  | Fernando Alonso      | Renault            | 70     | + 8.329 s       | 1               | 8     |
| 3   | 2  | Rubens Barrichello   | Ferrari            | 70     | + 31.622 s      | 10              | 6     |
| 4   | 7  | Jarno Trulli         | Renault            | 70     | + 32.082 s      | 5               | 5     |
| 5   | 9  | Jenson Button        | BAR - Honda        | 70     | + 32.482 s      | 4               | 4     |
| 6   | 5  | David Coulthard      | McLaren - Mercedes | 70     | + 35.520 s      | 3               | 3     |
| 7   | 6  | Kimi Räikkönen       | McLaren - Mercedes | 70     | + 36.230 s      | 9               | 2     |
| 8   | 3  | Juan Pablo Montoya   | Williams - BMW     | 70     | + 43.419 s      | 6               | 1     |
| 9   | 14 | Mark Webber          | Jaguar - Cosworth  | 70     | + 52.394 s      | 12              |       |
| 10  | 4  | Marc Gené            | Williams - BMW     | 70     | + 58.166 s      | 8               |       |
| 11  | 15 | Christian Klien      | Jaguar - Cosworth  | 69     | + 1 Volta       | 13              |       |
| 12  | 11 | Giancarlo Fisichella | Sauber - Petronas  | 69     | + 1 Volta       | 15              |       |
| 13  | 12 | Felipe Massa         | Sauber - Petronas  | 69     | + 1 Volta       | 16              |       |
| 14  | 16 | Cristiano da Matta   | Toyota             | 69     | + 1 Volta       | 11              |       |
| 15  | 17 | Olivier Panis        | Toyota             | 68     | + 2 Voltes      | 14              |       |
| 16  | 18 | Nick Heidfeld        | Jordan - Ford      | 68     | + 2 Voltes      | 17              |       |
| 17  | 19 | Giorgio Pantano      | Jordan - Ford      | 67     | + 3 Voltes      | 18              |       |
| 18  | 20 | Gianmaria Bruni      | Minardi - Cosworth | 66     | + 4 Voltes      | 19              |       |
| Ret | 21 | Zsolt Baumgartner    | Minardi - Cosworth | 31     | Virolla         | 20              |       |
| Ret | 10 | Takuma Sato          | BAR - Honda        | 15     | Motor           | 7               |       |

## Altres
- Pole: Fernando Alonso 1' 13. 698

- Volta ràpida: Michael Schumacher 1' 15. 377 (a la volta 32)